# شمسی پهلوون
شمسی پهلوون فیلمی به کارگردانی سیامک یاسمی و نویسندگی سیامک یاسمی، ابراهیم زمانی آشتیانی محصول سال ۱۳۴۵ است.

## خلاصه داستان
دو خواهر به نام‌های شمسی و ساقی از شیراز به تهران سفر می‌کنند و در مسافرخانه ای ساکن می‌شوند. مالک مسافرخانه، که صاحب کافه ای هم هست، قصد دارد دخترش سوسن را به ازدواج پسر برادرش جمشید درآورد، اما سوسن به جوان راننده ای به نام احمد علاقه دارد. شمسی به عنوان زنی میلیونر به جمشید و دوستش فرامرز معرفی می‌شود. اما جمشید به شمسی و دوستش فرامرز به ساقی ابراز علاقه می‌کنند. شمسی از ادامهٔ ملاقات با جمشید طفره می‌رود، و خود را در هیئت جاهلی درمی‌آورد و با نام شمس‌الله به عنوان رانندهٔ جمشید استخدام می‌شود. او وانمود می‌کند که مدتی رانندهٔ شمسی بوده‌است و وعده می‌دهد که امکان ملاقات جمشید و شمسی را فراهم کند. قرار ملاقات شمسی و جمشید گذاشته می‌شود و جمشید به شمسی بیش از پیش ابراز علاقه می‌کند. نوکر عموی جمشید که متوجه شده شمس‌الله همان شمسی است در یک میهمانی هویت او را برملا می‌کند. جمشید کماکان بر ازدواج شمسی پافشاری می‌کند. اما عموی جمشید تهدید می‌کند که که در صورت ازدواج جمشید با شمسی برادرزادهٔ خود را از ارث محروم خواهد کرد، و رضایت دختر را جلب می‌کند که جمشید را ترک کند. از طرف دیگر عموی جمشید وانمود می‌کند که شمسی عشق خود به جمشید را به جعبه ای جواهر فروخته‌است. شمسی و ساقی به شیراز بازمی‌گردند و می‌بینند که پدرشان با پولی که فرامرز برای او فرستاده خانهٔ مجللی خریده‌است. پس از روشن شدن قضایا جمشید و فرامرز به زادگاه دو خواهر می‌روند تا آنها را از پدرشان خواستگاری کنند.

## بازیگران
- فروزان
- کتایون
- داریوش طلایی
- کامی کسروی
- میترا
- عبداله محمدی
- رفیع حالتی
- ایران قادری
- آسمانه
- همایون
- آرمان